# 椴法華港
椴法華港（とどほっけこう）は、北海道函館市（旧椴法華村）にある港湾。港湾管理者は函館市。港湾法上の「地方港湾」、「避難港」に指定されている。渡島半島南東端にある恵山の麓に位置しており、津軽海峡を東流してきた対馬海流（暖流）と太平洋岸を南下する千島海流（寒流）が合流する漁場（恵山魚田）を有する立地条件になっている。

## 港湾施設
主な港湾施設は次の通り。「函館港要覧 椴法華港」参照。
外郭施設
- 東防波堤
- 北防波堤
- 波除堤
- 東波除堤
- 東防波護岸
- 北防波護岸
- 道路護岸

係留施設
- 東物揚場
- 第2東物揚場
- 第3東物揚場
- 中央物揚場
- 南物揚場
- 北物揚場
- 第2北船揚場
- 北船揚場

## 沿革
椴法華港は江戸時代はじめに先人が現在の元村町に漁村を拓いたことから始まり、恵山沖を航行する船が嵐を避け、水や食料を補給するために利用していた。
- 1932年（昭和07年）：「漁村振興事業」により東防波堤着工。
- 1951年（昭和26年）：「避難港」指定。
- 1953年（昭和28年）：椴法華村が港湾管理者となる。
- 1956年（昭和31年）：公有水面埋立法による「乙号港湾」指定。
- 1966年（昭和41年）：「地方港湾」指定。
- 2001年（平成13年）：北防波堤完成。
- 2002年（平成14年）：東防波堤完成。
- 2004年（平成16年）：函館市と戸井町、恵山町、南茅部町、椴法華村が合併して新・函館市となり、函館市が港湾管理者となる。

## 参考資料
- “椴法華港” (PDF). 函館港要覧.  函館市. 2017年12月13日閲覧。